# Joe Weatherly
Joseph Herbert Weatherly, detto Joe (Norfolk, 29 maggio 1922 – Riverside, 19 gennaio 1964), è stato un pilota automobilistico e pilota motociclistico statunitense, due volte campione della NASCAR.

## Carriera
Dal 1952 al 1964 ha corso nella NASCAR Sprint Cup Series, ottenendo in totale 25 vittorie su 18 pole position. Inoltre dal 1946 al 1950, ha corso nella American Motorcyclist Association.
È morto durante la quinta gara del campionato NASCAR Sprint Cup Series del 1964. Il colpo ricevuto alla testa, dovuto anche alla scarse misure di sicurezza montate sulla sua macchina, lo uccisero all'istante.

## Riconoscimenti
Nel 1994 è stato introdotto nell'International Motorsports Hall of Fame, mentre nel 1998 è stato introdotto nella AMA Motorcycle Hall of Fame. Infine nel 2009 e nel 2015, è stato introdotto nella Motorsports Hall of Fame of America e nella NASCAR Hall of Fame.